# Steve Fraser
Steve Fraser (23 marzo 1958) è un ex lottatore statunitense, specializzato nella lotta greco-romana.

## Palmarès

### Olimpiadi
- 1 medaglia:
  - 1 oro (Los Angeles 1984 nei pesi medio-massimi)